# Goyazana castelnaui
Goyazana castelnaui är en kräftdjursart som först beskrevs av H. Milne Edwards 1853.  Goyazana castelnaui ingår i släktet Goyazana och familjen Trichodactylidae. IUCN kategoriserar arten globalt som livskraftig. Inga underarter finns listade i Catalogue of Life.